# Mastigostyla
Mastigostyla é um género botânico pertencente à família Iridaceae.

## Espécies
- Mastigostyla brachiandra Ravenna, Revista Inst. Munic. Bot. 2: 57 (1964).
- Mastigostyla brevicaulis (Baker) R.C.Foster, Contr. Gray Herb. 161: 16 (1946).
- Mastigostyla cabrerae R.C.Foster, Contr. Gray Herb. 171: 25 (1950).
- Mastigostyla cardenasii R.C.Foster, Contr. Gray Herb. 155: 23 (1945).
- Mastigostyla cyrtophylla I.M.Johnst., Contr. Gray Herb. 81: 85 (1928).
- Mastigostyla gracilis R.C.Foster, Rhodora 14: 296 (1962).
- Mastigostyla herrerae (Vargas) Ravenna, Revista Inst. Munic. Bot. 2: 56 (1964).
- Mastigostyla hoppii R.C.Foster, Contr. Gray Herb. 155: 24 (1945).
- Mastigostyla humilis Ravenna, Bol. Soc. Argent. Bot. 10: 316 (1965).
- Mastigostyla implicata Ravenna, Revista Inst. Munic. Bot. 2: 58 (1964).
- Mastigostyla johnstonii R.C.Foster, Contr. Gray Herb. 155: 25 (1945).
- Mastigostyla macbridei (R.C.Foster) Ravenna, Revista Inst. Munic. Bot. 2: 56 (1964).
- Mastigostyla major Ravenna, Revista Inst. Munic. Bot. 2: 56 (1964).
- Mastigostyla mirabilis Ravenna, Revista Inst. Munic. Bot. 2: 57 (1964).
- Mastigostyla peruviana R.C.Foster, Contr. Gray Herb. 171: 25 (1950).
- Mastigostyla potosina R.C.Foster, Rhodora 64: 294 (1962).
- Mastigostyla spathacea (Griseb.) Ravenna, Bol. Soc. Argent. Bot. 10: 317 (1965).